# علي بنفضاح
علي بنفضاح (10 يناير 1935 - 2 ديسمبر 1993)، هو لاعب كرة قدم جزائري.